# I cento cavalieri (libro)
I cento cavalieri è una raccolta di racconti del 2002 di Valerio Massimo Manfredi. 
Tutti i racconti, tranne l'inedito Turno di notte, erano già apparsi, in versioni più o meno differenti, su altre pubblicazioni.

## Racconti contenuti

### I cento cavalieri
A Ferrara, durante il carnevale del 1582, la nobildonna Laura Contrari chiede informazioni a Torquato Tasso, allora rinchiuso nell'ospedale di Sant'Anna, sulla morte di suo fratello Ercole Contrari, conte di Vignola. Il poeta ipotizza dapprima che sia stato ucciso perché amante di Lucrezia d'Este, sorella del duca, ma poi si mette a recitare una filastrocca in cui si parla di cento guerrier dall'alme sfolgoranti. Da successive indagini Laura scopre che il fratello è stato ucciso perché il duca potesse mettere in vendita il suo titolo comitale per centomila scudi (i "cento guerrieri") onde coprire i suoi debiti. Decide così di vendicarsi sugli esecutori del delitto e su tutta la casa d'Este.

### Otel Bruni
I Bruni sono una famiglia di coltivatori emiliani che vive in una grande casa  con annessa stalla. Questa è soprannominata "Hotel Bruni" perché i viaggiatori poveri sanno che possono sempre fermarvisi per avere un tetto e un piatto di minestra.
Quando scoppia la prima guerra mondiale, i cinque figli del patriarca Giovanni Bruni sono richiamati sotto le armi. Si salvano tutti, ma il padre muore al termine del conflitto, tormentato da pensieri negativi. Suo figlio Raffaello detto Floti è stato ferito a un polmone e smette di lavorare nei campi; si mette allora a curare gli affari della famiglia, generando l'invidia dei fratelli e il rassegnato risentimento della sorella, a cui ha vietato di sposare il suo innamorato, un bracciante, perché indegno della sua condizione sociale. Il suo talento viene comunque notato dai suoi compaesani, che lo coinvolgono nell'amministrazione comunale socialista. A causa di alcune sue iniziative sopra le righe, si attira l'ostilità delle nascenti squadre fasciste, che arrivano a bruciare la stalla dei Bruni per stanarlo. Si trasferisce allora in Toscana dove si reinventa come muratore e si risposa, essendo rimasto vedovo. La Seconda Guerra Mondiale, con i richiami alle armi della nuova generazione di giovani Bruni e le tragedie della guerra civile, completa la dispersione della famiglia.

### Ortensia
Ortensia è la bellissima moglie del geometra Ferruccio Borelli, ricco imprenditore edile che ricopre il grado di capitano della Milizia Volontaria per la Sicurezza Nazionale, pur senza essere un fanatico fascista. Dopo la Liberazione, Borelli viene prelevato da agenti della polizia partigiana per un interrogatorio e non fa più ritorno a casa. Ortensia, per mantenere il suo tenore di vita, si mette a fare la prostituta d'alto bordo. Seduce così il comunista Araldo Palmieri, già caposquadra nei cantieri del marito che alcuni anni prima aveva avuto un violento scontro con lui, e lo uccide gettando poi il suo corpo nel fiume Secchia. Successivamente scopre che il vero assassino di Ferruccio Borelli era stato l'ingegner Bartoletti, ora divenuto suo amante, che aveva così voluto sbarazzarsi di uno scomodo concorrente. Uccide anche lui e lo seppellisce in cantina, poi abbandona la città. Il cadavere viene ritrovato dai figli di Ortensia molti anni dopo.

### L'ora di notte
Un pittore, dopo la separazione dalla moglie svedese Liv, torna nella natia cittadina di Novellara, dove ritrova la sua antica amante Anna. In preda alle allucinazioni provocate dalla droga, dipinge senza rendersene conto un bellissimo ritratto della moglie; inoltre, gli appare il fantasma del padre  che gli comunica dei numeri. Questi sono inizialmente interpretati come numeri da giocare al lotto, ma si rivelano essere la data e l'ora della sua morte.

### La statua di neve
Una nevicata copre Roma mentre Michelangelo Buonarroti ispeziona il cantiere della cupola di San Pietro. L'artista va poi a far visita alla sua amica Vittoria Colonna portandole in dono un disegno. Essa gli rivela di aver saputo, da Giorgio Vasari, di un'effimera scultura di neve, raffigurante una donna ignuda, eseguita da Michelangelo in gioventù, ed esprime il desiderio di posare per un suo rifacimento. Michelangelo si mette al lavoro nel giardino innevato mentre Colonna è nuda nella notte gelida; ne ricava un'infreddatura per la quale muore.

### Il vasaio di Acarne
Eufronios è un vasaio ateniese che vive nel piccolo sobborgo di Acarne. Una sera riceve da un misterioso visitatore l'incarico di dipingere una scena enigmatica su di un vaso, per un compenso elevatissimo. Tramite l'amica guardia Antikles, scopre che il committente è un sacerdote di Eleusi e che il vaso dovrebbe essere una prova da usare in un complotto contro Alcibiade, che in quel momento guida una spedizione contro Siracusa ed è già stato accusato di aver fatto mutilare le erme. La scena dipinta sul vaso raffigurerebbe infatti un sacrilegio ancora peggiore, la profanazione dei misteri eleusini. Eufronios, che ha un debito di riconoscenza verso Alcibiade che un giorno l'ha salvato in battaglia, fa da Capo Sunion un segnale alla sua nave perché non entri in porto al Pireo ma se ne allontani.

### Turno di notte
Jacques Lafitte, che lavora come tecnico in una centrale nucleare francese, accetta di buon grado di essere di turno durante il Capodanno del 2000: egli infatti ha intenzione di lasciar fondere il nocciolo della centrale per vedere l'effetto che fa.

### La spada d'oro
Un archeologo viene contattato per valutare l'autenticità di una spada d'oro massiccio, ritrovata in uno scavo in Friuli, che vorrebbe essere acquistata da un ricco collezionista. Egli accetta per evitare che un tale tesoro venga esportato clandestinamente, ma quando ha il reperto tra le mani lo giudica un falso. Successivamente si rende conto di essere stato giocato e di aver esaminato una copia anziché l'originale, che viene presentato pubblicamente da un indipendentista scozzese come la spada dell'eroe Calgaco.

### La strada
Nel 1993 un gruppo di amici quarantenni in carriera si ritrova per ripetere il viaggio sulla Route 66 compiuto vent'anni prima. Essi sono il giornalista Saverio Antonelli, l'ingegnere spagnolo Pablo Montegos, il dirigente industriale Oscar Molteni e l'informatico statunitense Mark Wayne; manca all'appello il reporter Davide Ravarino, bloccato da una malattia. I quattro partono da Chicago con un furgone a noleggio. Ben presto su di loro inizia ad aleggiare, come un fantasma, il ricordo di Jennifer, una giovane autostoppista drogata che avevano raccolto nel 1973 e della quale si erano approfittati sessualmente l'uno dopo l'altro, portandola al suicidio. Durante la sosta a Oklahoma City, Pablo muore dopo essere precipitato da una finestra dell'albergo. Gli amici sospettano che possa trattarsi di un omicidio, ma continuano il viaggio. Al Grand Canyon Oscar cade nello strapiombo e si sfracella. In una sosta successiva Saverio viene morso da un serpente a sonagli e muore. Davide si palesa quindi a Mark, rivelando di essere stato lui a volerli riunire e ad averli seguiti in auto da Chicago, per cercare di farli riflettere su come essi avevano trattato Jennifer, ma nega ogni responsabilità per le morti degli amici. Mark si rimette in viaggio per l'ultima tappa, in preda al dubbio.

### L'epigrafista
Un epigrafista dell'Università di Bologna spera di succedere al titolare della cattedra che è passato a miglior vita. Il giorno stesso del funerale scopre però che il testo dell'enigmatica iscrizione della Pietra di Bologna, sulla quale si sta arrovellando da tempo, gli era stato presentato dal professore stesso. Egli infatti intendeva far sapere al suo allievo di essere a conoscenza del fatto che era l'amante di suo figlio, affetto da ermafroditismo.

### Il kriss di Emilio
Un professore veronese di liceo, appassionato di narrativa avventurosa, acquista su una bancarella un kriss malese che il venditore dice essere appartenuto ad Emilio Salgari. Il suo nuovo possessore ne subisce il fascino e si mette a compiere azioni per lui prima inconcepibili, come andare a caccia e unirsi a un gruppo di softair. Qui conosce una donna di nome Sabrina, ne diventa l'amante e accetta di buon grado la sua proposta di ucciderne il marito.

### De imperio
Scipione l'Africano si reca alla corte di Antioco di Siria in un'ambasceria per discutere della sorte di alcune città greche ribelli. Qui rincontra il suo antico nemico Annibale, con il quale discute dei grandi condottieri del passato e della prospettive per Annibale e Scipione.

### Il tesoro del Suphan
Per conto di un'industria ceramica italiana, una squadra di tecnici si reca sul monte Suphan in Anatolia, un vulcano spento dove sarebbe stata trovata una stranissima pietra, all'apparenza dorata, che al titolare dell'azienda ha ricordato il mito di re Mida. Del drappello fanno parte il geometra Arnaldo Baldini, il signor Florian, lo scalatore Massignan, l'ingegnere Amir Dorkat dell'università di Ankara, altri tecnici turchi e due guardie armate curde, mentre il capo della spedizione, il dottor Ricossa, rimane a coordinare il tutto da Ankara. Poco dopo essere giunti in quota, Massignan muore investito in pieno da un geyser; Baldini scopre poi che Florian, in combutta coi guerriglieri curdi, intende far saltare in aria la cima del monte perché le caserme dell'esercito turco a valle siano sepolte dai detriti e le migliaia soldati che vi sono alloggiati muoiano. Florian è infatti di origine armena e intende vendicare così il genocidio subito dal suo popolo: ha creato in laboratorio la "pietra di Mida" solo per avere il pretesto per organizzare il tutto. Baldini riesce però con uno stratagemma a neutralizzare Florian e a comunicare a Ricossa il fallimento della missione.

## Edizioni
- Valerio Massimo Manfredi, I cento cavalieri, n. 1280, Oscar Bestsellers, Milano, Arnoldo Mondadori Editore, 2002,  p. 280, ISBN 9788804670230.
- Valerio Massimo Manfredi, I cento cavalieri, Oscar Bestsellers, Milano, Mondadori, 19 agosto 2016,  p. 280, ISBN 9788804670230.